# 安格斯 (蘇格蘭)
安格斯（英語：Angus），是英国苏格兰32个一级行政区之一。面积2,182km²，人口116,240（2013年）。地处苏格兰东海岸，毗邻邓迪市，行政中心在福弗尔。
地区内农业比较发达，名产是馬鈴薯和牛肉。阿伯丁安格斯牛排是英国最著名的美食之一。安格斯牛是美国蓄养最广的牛类品种。
安格斯最大的镇落是阿布罗斯，人口约23000。